# غورو (كاليدونيا الجديدة)

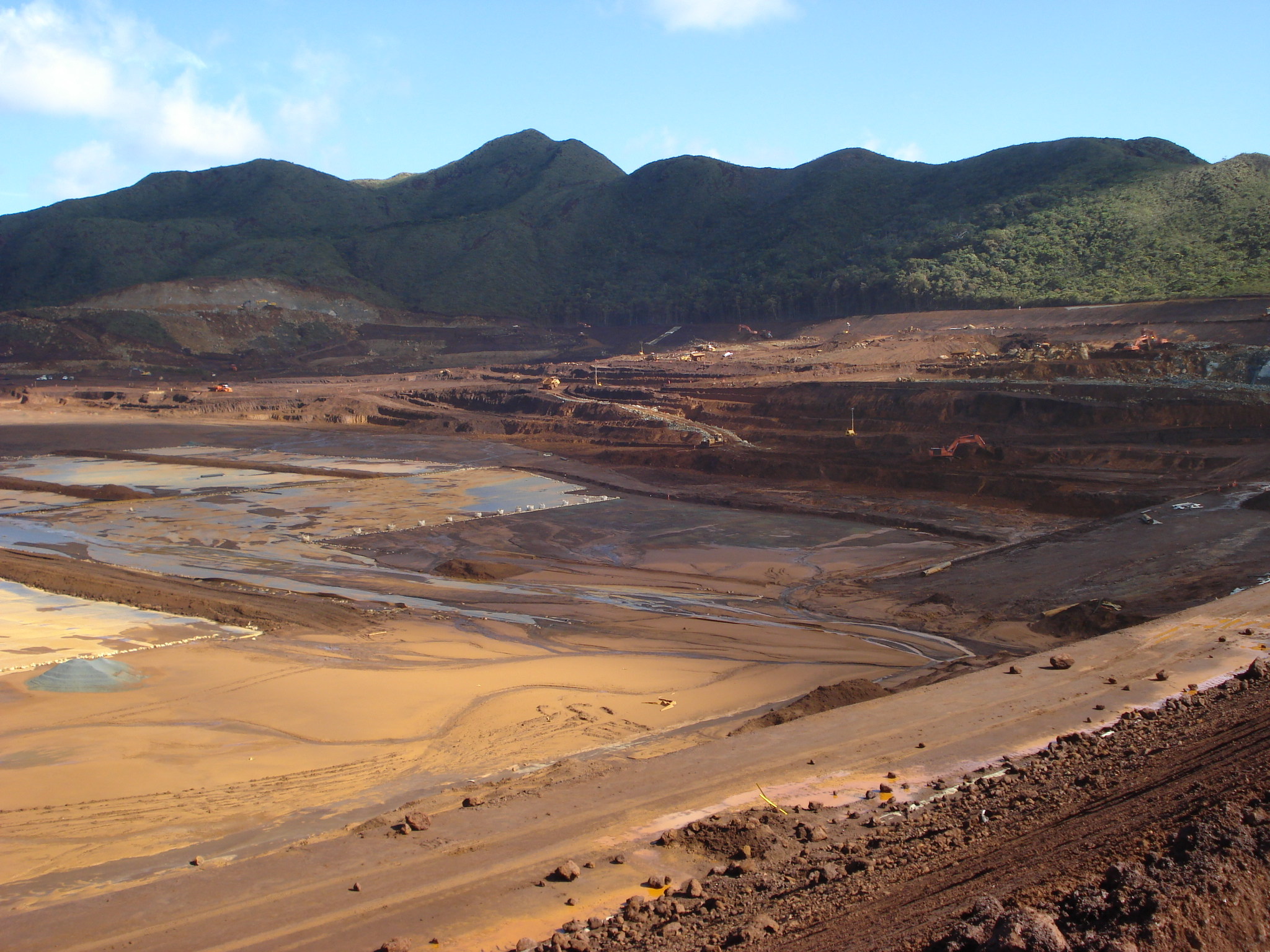
منجم غورو للنيكل

غورو هي مستوطنة تعدين رئيسية في مقاطعة الجنوب، كاليدونيا الجديدة. يعد منجم غورو أحد أكبر مناجم النيكل في العالم.

## المناخ
غورو لديها مناخ الغابات المطيرة الاستوائية. متوسط درجة الحرارة السنوية في غورو هو 21.4 °م (70.5 °ف). متوسط هطول الأمطار السنوي هو 2,856.4 مـم (112.46 بوصة). تكون درجات الحرارة الأعلى في غورو في المتوسط في شهر فبراير، تكون الحرارة في هذا الشهر حوالي 24.7 °م (76.5 °ف). أدنى مستوى لدرجات الحرارة هو في شهر أغسطس، تكون الحرارة بهذا الشهر حوالي 18.3 °م (64.9 °ف). أعلى درجة حرارة سجلت على الإطلاق في غورو كانت 32.1 °م (89.8 °ف) وتحديدا في 1 مارس عام 2020. أبرد درجة حرارة مسجلة كان 10.7 °م (51.3 °ف) في الرابع من سبتمبر عام 2017.